# Trentino Basket Cup 2016
Il Torneo Trentino Basket Cup 2015 si è svolto dal 17 al 18 giugno 2016.

Gli incontri si sono disputati nella città di Trento nell'omonimo impianto.

## Squadre partecipanti
1. Cina
2. Italia
3. Rep. Ceca
4. Turchia

## Risultati
Semifinali
| Trento 17 giugno 2016, ore 18:00 | Turchia | 70 – 75 (18-17, 39-34, 59-56) | Cina | PalaTrento |

| Trento 17 giugno 2016, ore 20:30 | Italia | 78 – 48 (31-16, 48-24, 65-34) | Rep. Ceca | PalaTrento |

Finali
| Trento 18 giugno 2016, ore 18:00 | Turchia | 92 – 65 | Rep. Ceca | PalaTrento |

| Trento 18 giugno 2016, ore 20:30 | Italia | 87 – 58 | Cina | PalaTrento |

## Classifica
| Pos. | Team      |
| ---- | --------- |
| 1    | Italia    |
| 2    | Cina      |
| 3    | Turchia   |
| 4    | Rep. Ceca |